# Parque Centenario de Guayaquil
Parque Centenario de Guayaquil är en park i Ecuador.   Den ligger i provinsen Guayas, i den sydvästra delen av landet, 260 km sydväst om huvudstaden Quito. Parque Centenario de Guayaquil ligger 4 meter över havet.
Terrängen runt Parque Centenario de Guayaquil är huvudsakligen platt, men västerut är den kuperad. Runt Parque Centenario de Guayaquil är det ganska tätbefolkat, med 239 invånare per kvadratkilometer. Närmaste större samhälle är Guayaquil, 2,9 km sydväst om Parque Centenario de Guayaquil. Runt Parque Centenario de Guayaquil är det i huvudsak tätbebyggt.